# Pakpattan
Pakpattan là một thành phố thuộc Punjab, Pakistan. Thành phố có dân số ước tính năm 2010 là 136.510 người. Đây là thành phố lớn thứ 50 về dân số quốc gia này.